# Charles Huot
Pour les personnes ayant le même patronyme, voir Huot.
Charles Édouard Masson Huot né le 6 avril 1855 à Québec et mort le 27 janvier 1930 à Sillery est un peintre et illustrateur québécois.

## Biographie
Fils de Charles Huot, marchand, et d'Aurélie Drolet, Charles Édouard Masson Huot est né le 6 avril 1855 à Québec et il est baptisé quatre jours plus tard, le 10 avril 1855, dans la basilique-cathédrale Notre-Dame de Québec. Ses frères et sœurs se nomment Albert, Gaspard, Blanche, Eva, Marie, Augustine et Eugénie.
Entre 1866 et 1870, Il fréquente le collège de Sainte-Anne-de-la-Pocatière et entre 1871 et 1874, l'École normale Laval. Grâce à la mise en place d'un comité de souscription par l'abbé Pierre Lagacé, directeur de l'École normale Laval, il s'installe à Paris en 1874 pour suivre des cours dans l'atelier d'Alexandre Cabanel. En 1875, il sera admis à l'École des Beaux-Arts. À la suite de son admission, les souscripteurs retirent leur aide financière et Huot doit alors subvenir à ses besoins.
Il participe à de nombreuses expositions en France et se fait remarquer, notamment en 1878 lorsque le gouvernement français lui achète Le bon Samaritain, conservé à Pontoise au musée Tavet-Delacour. Le 15 août 1885, il épouse Wilhelmine Luise Karoline Julie Schlaechter (1849-1907) dont il aura une fille, Alice (1887-1966). En 1886, il participe à l'Exposition internationale de blanc et noir à Paris et obtient une médaille d'argent de 3e classe dans la première section Dessins.
Au Québec, sa carrière prend son envol avec la décoration de l'église Saint-Sauveur de Québec, dans la basse-ville de Québec, en 1887. Il exécute ensuite diverses commandes pour la décoration d'édifices religieux mais aussi pour l'hôtel du Parlement, où se trouvent toujours son Conseil souverain et le Débat sur les langues (1910-1913), deux grands tableaux historiques. Il rentre définitivement au Québec en 1898 et passe les cinq dernières années de sa vie à Sillery.
Il est inhumé le 30 janvier à la paroisse Saint-Colomb.

## Œuvre
La production de Charles Huot est nombreuse dans son volume ainsi que dans sa diversité de sujets et de médiums. Elle contient des tableaux religieux et historiques, des portraits, des paysages, des scènes de genres, des aquarelles, des fusains, des dessins à la plume.

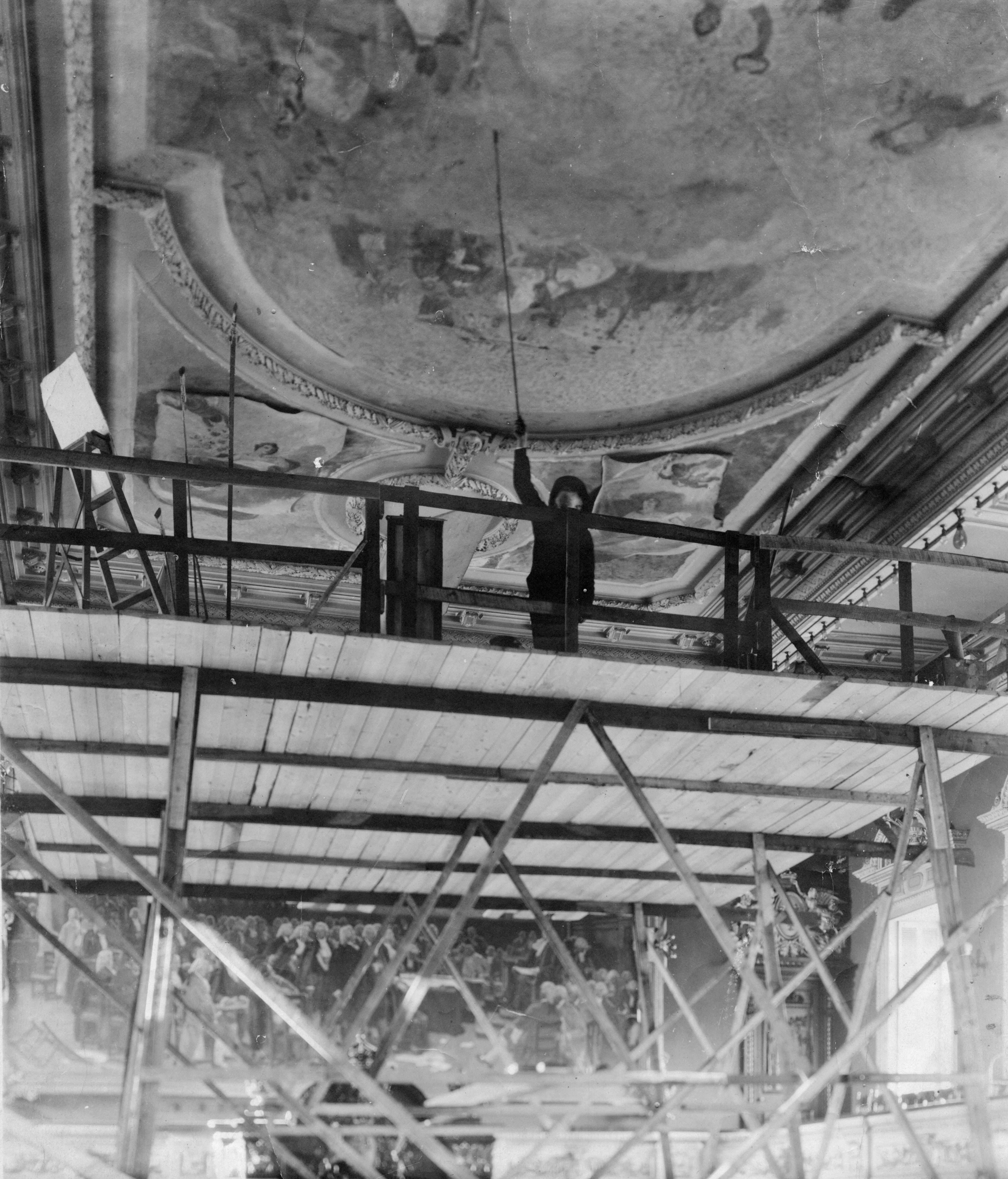
Charles Huot en train de peindre la toile « Je me souviens »

Au début du XXe siècle, la réception de ses oeuvres obtient un écho favorable auprès de l'attachement national, traditionnel et religieux des Canadiens-français.
À Québec, Le Musée national des beaux-arts du Québec conserve plusieurs de ses œuvres ainsi que l’Hôtel du Parlement, la Commission des champs de bataille nationaux, le Musée de la civilisation, le Dépôt du séminaire de Québec. À Chicoutimi, le Musée du Saguenay–Lac-Saint-Jean possède une portion de sa production artistique. À Montréal, certaines oeuvres sont disponibles au Musée des beaux-arts de Montréal. À Ottawa, le Centre de recherche en civilisation canadienne-française et le Musée des beaux-arts du Canada comportent également un corpus d'oeuvres de Charles Huot.
La chapelle Saint-Antoine-de-Padoue de Lac-Bouchette (Saguenay-Lac-Saint-Jean), décorée par Charles Huot, a été déclarée bien culturel en 1977. Plusieurs tableaux religieux du peintre sont également présents dans les églises suivantes : Saint-Sauveur (Québec), Saint-Joseph (Carleton, Québec), Saint-Patrice (Rivière-du-Loup, Québec), Notre-Dame (Hébertville, Québec) et à la chapelle de Lac-Bouchette. Certaines oeuvres ont été détruites par des incendies.

### Peinture
- Le Bon Samaritain.
- Débat sur les langues, 1910-1913.
- Le Laurier.
- Labour d'automne, île d'Orléans.
- Je me souviens, 1914-1920[11].
- Le Sanctus à la maison.
- Le Conseil souverain, 1930.

### Illustration
- L'Art d'être grand-père, de Victor Hugo.
- La Civilisation des Arabes, de Gustave Le Bon.
- Similia Similibus, d'Ulric Barthe.
- Contes vrais, de Pamphile Le May.

Œuvres de Charles Huot
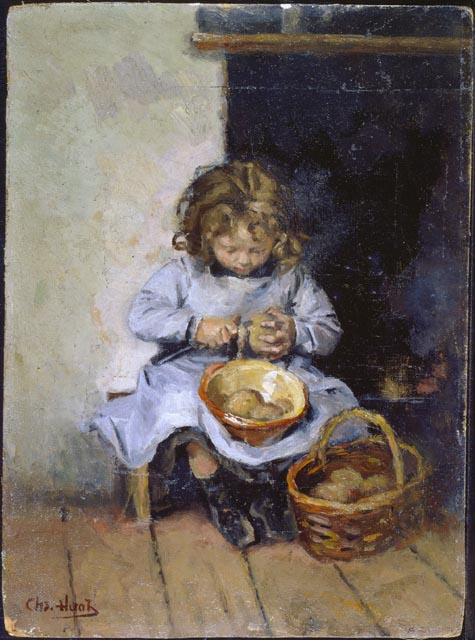
L'Éplucheuse de patates, Ottawa, Musée des beaux-arts du Canada.
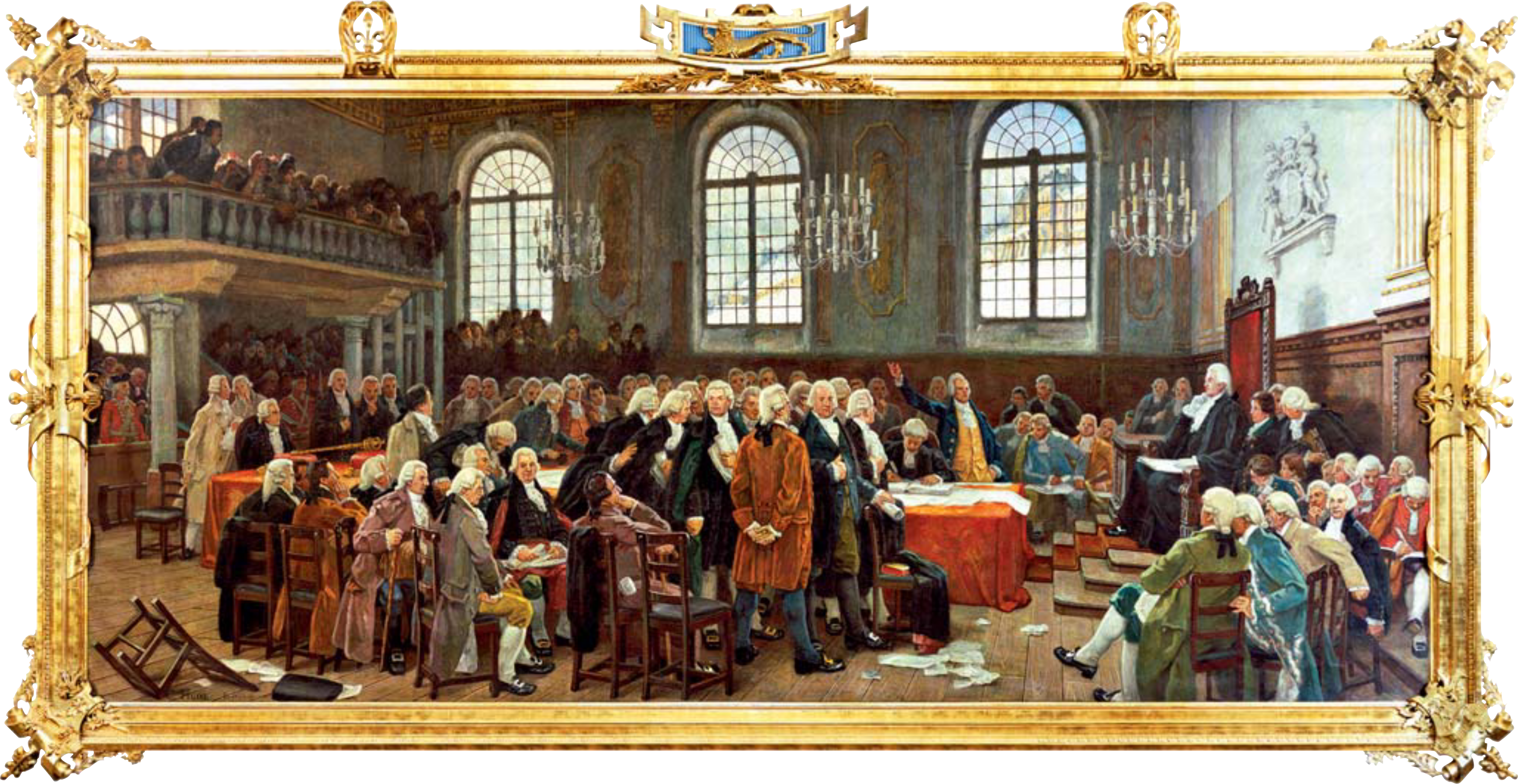
Débat sur les langues lors de la première Assemblée législative du Bas-Canada le 21 janvier 1793 (1910-1913), Québec, hôtel du Parlement du Québec.
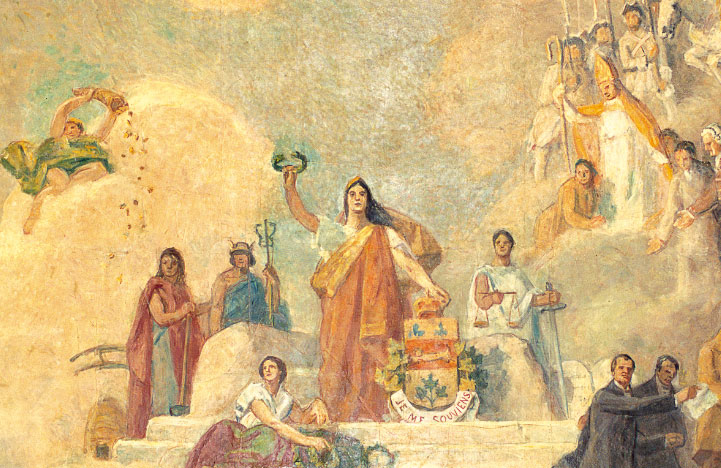
Je me souviens (1914-1920), détail du plafond de la salle de l’Assemblée nationale à Québec.
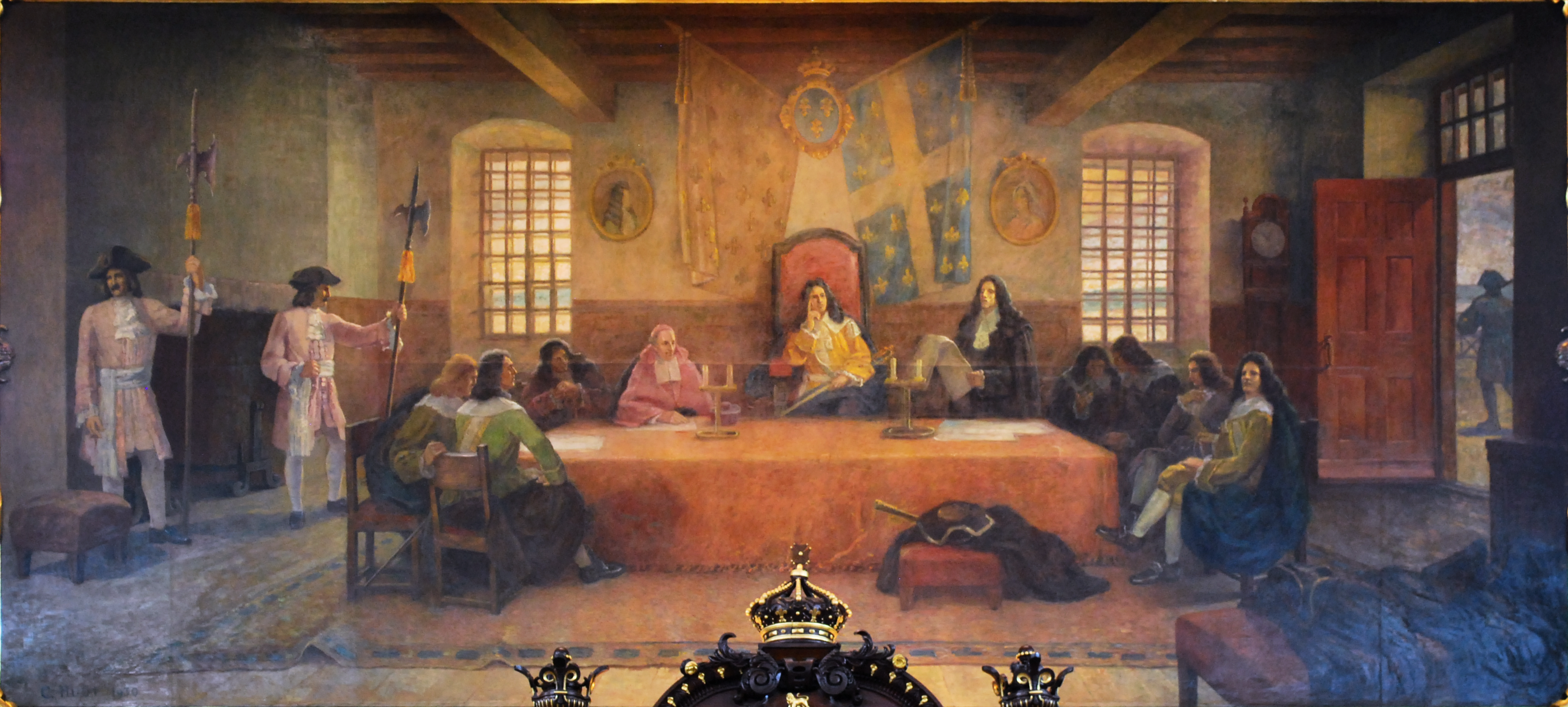
Le Conseil souverain (1930), Québec, hôtel du Parlement du Québec.

## Hommages
- L'avenue Charles-Huot a été nommée en son honneur vers 1945 dans la municipalité de Saint-Colomb-de-Sillery  devenu Sillery en 1947 et fusionné avec Québec en 2002[12].

- Une plaque "Ici vécut de la ville de Québec est présente au 19 rue Sainte-Ursule, en son honneur, pour indiquer son ancien lieu de résidence.